# 高萩市立図書館
高萩市立図書館（たかはぎしりつとしょかん）は、茨城県高萩市にある公立図書館。図書館の建物は建築家・若山滋の作品で、高萩市歴史民俗資料館が併設されている。

## 概要
鉄筋コンクリート造地上2階建てで、延床面積1,312.86m2である。広域利用制度の導入により、北茨城市・常陸太田市・日立市・福島県いわき市の市民も図書の貸し出しができ、各市の設置する図書館を相互に利用可能である。ただし、これらの市の間で図書館の利用カードは共通化されておらず、また借りた図書館へ返却に行く必要がある。
- オーディオ・ビジュアル資料数 - 421点（2009年3月31日現在）[6]
- 雑誌数：37点（2012年3月31日現在）[7]
- 新聞数： 7点（2012年3月31日現在）[7]
- 職員数：11人、うち司書2人（2012年4月1日現在）[8]

館内
| 階  | 設備                                                                           |
| 2階 | 読書コーナー・会議室・事務室                                                   |
| 1階 | 一般開架・児童開架・新聞・雑誌・視聴覚ライブラリー・レファレンスコーナー・書庫 |

## 歴史
現市域では、1922年（大正11年）5月5日に当時の松岡村が松岡尋常高等小学校に併設して「松岡村立図書館」を、同年11月25日に当時の松原町が松原尋常高等小学校に併設して「松原町立図書館」を、それぞれ設立した。ただし両館とも現在の高萩市立図書館の前身とはならず、『高萩市史』が発刊された1969年（昭和44年）時点では茨城県立図書館の移動図書館と高萩市立松岡中学校へ巡回文庫が設置されているにとどまっていた。『高萩市史』では中央公民館と並んで市立図書館の設置を最大急務として挙げていた。
- 1983年（昭和58年）12月 - 図書館が完成する[13]。
- 2011年（平成23年）
  - 3月11日 - 東日本大震災に伴い、書棚から8割以上の書籍が落下、空調機が水漏れする被害を受ける[14]。
  - 4月15日 - 図書館業務を再開[14]。
  - 7月1日 - 住民の利便性と交流人口の拡大を目的として、図書館の広域利用が始まる[5]。
- 2021年（令和3年）4月23日 - 「令和3年度子供の読書活動優秀実践図書館」として文部科学大臣表彰を受賞[15]。

## 交通
- JR常磐線高萩駅より徒歩約13分（約1.1km）。
- 椎名観光バス安良川南バス停留所下車、徒歩約4分（約400m）。
- 常磐自動車道高萩ICより自動車で約6分（約5.2km）

## 周辺
- 高萩市歴史民俗資料館
- 高萩市文化会館
- 高萩市民体育館
- 高萩市立高萩小学校